# Демократура
Демократу́ра, демокраду́ра (исп. democradura), диктокра́тия (нем. Diktokratie), диктабла́нда (исп. dictablanda) — политические режимы, в которых совмещаются черты демократии и диктатуры и обеспечивается возможность ненаказуемого игнорирования или нарушения интересов большинства или значительной части граждан.

## История возникновения терминов
«Диктабланда» — игра слов: по-испански слово «диктатура» заканчивается на dura, то есть «жёсткая», тогда как blanda означает «мягкая». Впервые так был назван недолговечный (1930—1931) режим генерала Дамасо Беренгера в Испании, но в дальнейшем испанские политологи и испанисты других стран охотно пользовались этим термином и для описания режима Франсиско Франко, особенно на поздней стадии его развития.
Слово «демокрадура» было впервые, по-видимому, предложено уругвайским писателем Эдуардо Галеано и образовано путём контаминации слов «демократия» (исп. democracia) и «диктатура» (исп. dictadura). Однако затем это слово было подхвачено американскими политологами Гильермо О’Доннеллом и Филиппом Шмиттером, переосмыслившими его внутреннюю форму и придавшими ему более сложный смысл, — начало этому было положено в совместной работе О’Доннелла и Шмиттера «Стадии выхода из авторитарного правления: Осторожные заключения о сомнительных демократиях» (англ. Transitions from authoritarian rule: tentative conclusions about uncertain democracies; Балтимор, 1986).
Термин «демократура» был введён швейцарским политологом-африканистом Максом Линижером-Гума в книге «Демократура: замаскированная диктатура, подменённая демократия» (фр. «La démocrature, dictature camouflée, démocratie truquée»; Париж, 1992) — по-видимому, независимо от предложенного Эдуардо Галеано термина «демокрадура». В то же время в России уже в 1994 году отмечалось частое использование в журналистике и публицистике слова «демократура», заново изобретаемого различными авторами.

## Различия понятий

### Демокрадура и диктабланда
Для Шмиттера и О’Доннелла демократическое устройство является конечной фазой общественного развития, а авторитарное — начальной; любые промежуточные и неотчётливые формы они рассматривают как переходные. При этом между диктатурой и демократией выделяются две промежуточные стадии: диктабланда и демокрадура. Исходя из морфологии слов они связывали термин «диктабланда» с общим значением «умеренная диктатура», а термин «демокрадура» трактовали как «жёсткая демократия».
Раскрывая значение терминов, Шмиттер пишет:

В тех случаях, когда переходный период инициируется и навязывается сверху, прежние правители пытаются защитить свои интересы путём «прививки» авторитарных приемов вновь возникающему режиму. В тех случаях, когда они проводят либерализацию без демократизации (то есть когда они уступают некоторые индивидуальные права без согласия на подотчетность гражданам), возникающий гибридный режим получил название диктабланда (dictablanda). В тех же случаях, когда они, видимо, проводят демократизацию без либерализации (то есть когда выборы проводятся, но при условиях гарантированной победы правящей партии, исключения определённых общественно-политических групп из участия в них, или при лишении выбранных граждан возможности подлинного управления), был предложен неологизм демокрадура (democradura).

В российской политической науке встречается употребление в этом же смысле терминов «диктократия» (либерализация без демократизации) и «демократура» (демократизация без либерализации), с примерами из африканской (в частности, Кения и Кот-д’Ивуар) и центральноамериканской (Сальвадор и Гватемала 1980—1990 гг.) политики соответственно.

### Демократура
В странах постсоветского пространства последовательно пользовался для описания текущей политической ситуации словом «демократура» политолог Георгий Сатаров: статья с таким названием, описывающая сложившийся в России «тупик авторитарной модернизации», была опубликована им в «Новой газете» 25 октября 2004 г., в том же году под этим названием был издан сборник статей Сатарова. По мнению Фёдора Бурлацкого, «демократура не представляет собой исключительно русское явление. Она возникала и угасала во многих странах, осуществлявших радикальные реформы, — в Аргентине и Бразилии, в Южной Корее и на Тайване»; в то же время, полагает Бурлацкий, «демократура как бы вызревает в самой душе россиянина по мере обретения им власти именно потому, что сам он внутренне не свободен».
На Западе к реалиям современной России этот термин был применён уже канадским политологом Мишелем Рошем, опубликовавшим статью «Демократура Владимира Путина» (фр. «La démocrature de Vladimir Poutine») в монреальской газете «La Presse» (12 марта 2004). Больший международный резонанс имела статья шотландского журналиста Нила Ашерсона в журнале «London Review of Books» (6 января 2005), в которой обсуждались варианты демократуры в странах постсоветского пространства и перспективы перехода от демократуры к демократии на Украине; Ашерсон пользуется написанием англ. demokratura, указывающий на заимствованный, неанглийский характер слова. Наконец, в 2006 году книгу под названием «Демократура Путина» (нем. «Putins Demokratur») выпустил немецкий журналист Борис Райтшустер.
Нил Ашерсон пишет:

У большинства из этих стран есть демократическая мебель и декорации: конституции, парламенты, формально существующая независимая судебная власть, регулярные выборы, гарантии свободного волеизъявления и собраний. Но на практике все эти институты подвергаются манипуляциям во имя сохранения привилегий посткоммунистической элиты. В некоторых демократурах, типа азиатских, манипуляции — всеобъемлющие и бесстыжие. В других, наподобие Украины или России, фальсификация выборов и использование государственного насилия против политических вызовов обычно протекают с неким прикрытием. Главное — сохранить свою шайку у власти и при этом убедить народ и внешний мир в том, что политический процесс, пусть и в грубой форме, но отражает чаяния населения.